# 돈 한

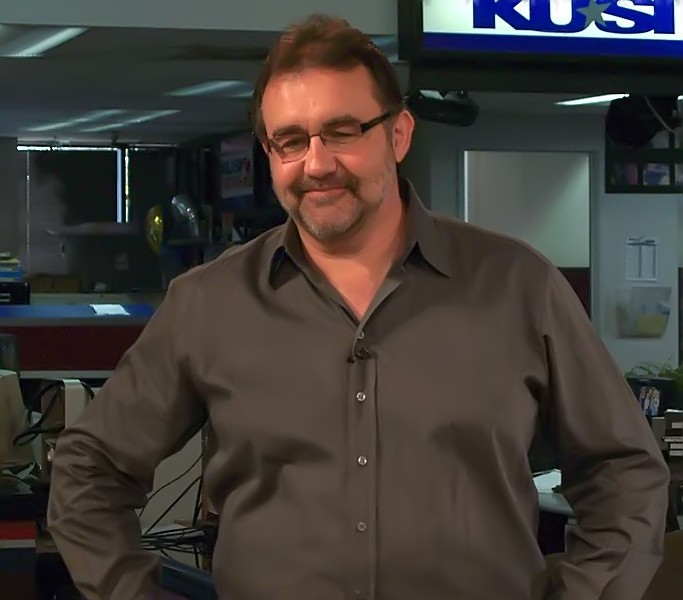

돈 한(Don Hahn, 1955년 시카고 출생)은 과거 20년 동안 큰 성공을 거둔 월트 디즈니의 일부 애니메이션 영화를 제작한 영화 제작자이다.
그는 디즈니 전설 볼프강 레이더만의 보조 감독으로 《토드와 코퍼》에 참여하면서 애니메이션 제작을 하였다. 이후 《타란의 대모험》(1985)에서 제작 관리인이 되었으며 《누가 로저 래빗을 모함했나》(1988)의 협력 프로듀서로 참여한다.
1988년 그는 1991년 개봉하는 애니메이션 영화 《미녀와 야수》의 제작자가 된다. 이 작품을 통해 돈 한은 할리우드에서 애니메이션 영화로서 아카데미 작품상 후보가 된 유일한 제작자가 되었으며, 다음 작품인 1994년 개봉한 《라이온 킹》은 역사상 가장 높은 흥행 수익을 기록한 수작업 2D 애니메이션 영화가 되었다. 1996년에는 《노틀담의 꼽추》를 제작하였고, 2000년에는 《쿠스코? 쿠스코!》의 책임 프로듀서가 된다. 2001년 개봉한 《아틀란티스 : 잃어버린 제국》을 통해 그는 첫 실패를 경험하게 된다. 이 실패는 너무 높은 제작비, 박스 오피스에서 액션/모험 장르의 애니메이션 장르는 인기가 없었던 것이 이유였다. 2004년에는 단편 애니메이션 영화 《로렌조》를 제작하여 아카데미상 후보에 오르기도 하였다.
가장 최근에는, 한이 픽사 애니메이션 스튜디오와의 성공적인 합병이 있는 동안 디즈니의 애니메이션 분할의 책임을 잠시 맡기도 하였다.
2006년, 돈 한은 한스 크리스티안 안데르센의 동화를 각색한 성냥팔이 소녀를 통해 아카데미 단편 애니메이션 작품상 후보에 오르기도 하였다. 이 작품은 본래 제작이 무산된 《판타지아 2006》에 포함될 예정이었다.

## 대표 작품
- 2006년 - 《성냥팔이 소녀》 (아카데미 단편 애니메이션 작품상 후보)
- 2004년 - 《로렌조》 (아카데미 단편 애니메이션 작품상 후보)
- 2003년 - 《헌티드 맨션》
- 2001년 - 《아틀란티스 : 잃어버린 제국》
- 2000년 - 《쿠스코? 쿠스코!》
- 1996년 - 《노틀담의 꼽추》
- 1994년 - 《라이온 킹》
- 1991년 - 《미녀와 야수》 (아카데미 작품상 후보)
- 1988년 - 《누가 로저 래빗을 모함했나》 (협력 프로듀서)

## 그외
- 그의 작품 중 세 영화가 뮤지컬로 제작 되었다. (《미녀와 야수》, 《라이온 킹》, 《노틀담의 꼽추》)
- 《환타지아 2000》(1999)의 실사 장면을 감독하였다. 메롱을 받아주세요